# Bill Frisell
Bill Frisell, właśc. William Richard Frisell (ur. 18 marca 1951 w Baltimore w USA) – amerykański gitarzysta jazzowy i kompozytor.
Dzieciństwo spędził w Denver w stanie Kolorado, gdzie pobierał lekcje gry na klarnecie. Gitarą zainteresował się po odkryciu muzyki pop dzięki audycjom radiowym. Wkrótce chicagowski blues stał się jego pasją, która poprowadziła go przez twórczość Otisa Rusha, B.B. Kinga, Paula Butterfielda i Buddy’ego Guya.
W szkole średniej grał w zespołach, które przedstawiały własne interpretacje klasycznych utworów z gatunku pop i soul, piosenki Jamesa Browna i inne utwory do tańca. Po ukończeniu liceum Frisell rozpoczął studia na University of Northern Colorado, wstąpił również do Berklee College of Music w Bostonie, gdzie poznał Johna Damiana, Herby’ego Pomeroya i Michaela Gibbsa.
W roku 1978 Frisell przeniósł się na rok do Belgii koncentrując się na komponowaniu muzyki. W tym okresie koncertował z Michaelem Gibbsem, dokonał też pierwszych nagrań z niemieckim basistą Eberhardem Weberem.
W 1979 przeprowadził się do Nowego Jorku, gdzie mieszkał do 1989 roku, kiedy przeprowadził się do Seattle w stanie Waszyngton. Inspirował się m.in. twórczością Jimiego Hendriksa, Jima Halla i Wesa Montgomery’ego; Bill wymieniał również wśród swych największych muzycznych inspiracji takich muzyków jak Paul Motian (znany z tria Billa Evansa), Thelonious Monk, Charles Ives, Sonny Rollins, John Zorn, Dale’a Bruninga, będący jego nauczycielem  i różni twórcy world music.
Frisell wystąpił na ponad 200 albumach zarówno jako sideman jak i lider. Pierwsze trzy albumy nagrał dla niemieckiej wytwórni ECM. Na pierwszym, In Line, lirycznym w naturze, muzyk gra solowo na gitarach elektrycznej i akustycznej oraz w duecie z basistą Arildem Andersenem.
Kolejny był Rambler, płyta bogata w towarzyszących muzyków i wpływy stylistyczne, które ukierunkowały poszukiwania Frisella na najbliższe lata. Wciąż słychać tu charakterystyczny dla ECMu powolny pogłos. O płycie Rambler magazyn Fanfare napisał: Bill Frisell stworzył małe arcydzieło: to nie tylko popis jego indywidualnej kreatywności instrumentalnej (której dużo tu dowodów), ale zgrabna, poetyczna całość.
Trzeci album Frisella, zatytułowany Lookout For Hope, był debiutem zespołu The Bill Frisell Band. Zawiera on różnorodny materiał, od swingu, country do reggae, quasiheavymetalowych i rockowych riffów do utworu „Hackensack” Theloniousa Monka. Mimo to płyta jest spójna i nie można w niej nie dostrzec osobowości pracującej, rozwijającej własny styl grupy. Według High Fidelity jest to „najpełniejszy pokaz możliwości Frisella, szczególnie w zakresie kompozycji”, natomiast The Chicago Tribune stwierdza, że Lookout For Hope zawiera oznaki najbardziej obiecujących kierunków rozwoju współczesnego jazzu”.
Before We Were Born, pierwszy album Frisella dla Elektry nagrany został w trzech muzycznych konfiguracjach: Peter Scherer i Arto Lindsay wyprodukowali zaaranżowali i wystąpili w trzech kompozycjach Frisella. „Some Song and Dance”, utwór wyprodukowany przez Lee Townsenda jest suitą składającą się z czterech części wykonywanych przez Bill Frisell Band z sekcją saksofonową w której skład wchodzą Julius Hemphill, Billy Drewes oraz Doug Wieselman. „Hard Plains Drifter” jest rozbudowaną kompozycją zaaranżowaną i wyprodukowaną przez Johna Zorna; zagrał ją Bill Frisell Band.
Drugi album dla Elektry, Is That You?, zawierał dziewięć oryginalnych kompozycji Frisella, jedną kompozycję producenta płyty Wayne’a Horvitza i dwie przeróbki „Chain of Fools” oraz „Days of Wine and Roses”. To bardzo osobista płyta, na której Frisell gra na gitarach, bandżo, ukulele, a nawet klarnecie. Album Is That You? jasno prezentował multistylistyczną a mimo to spójną wizję muzyczną gitarzysty i kompozytora Billa Frisella. W Philadelphia Inquirer został on też opisany w ten oto sposób: „nie da się powiedzieć nic standardowego o tym albumie. Frisell jest nie tylko mistrzem niezwykłych gitarowych tkanin, jest także jednym z niewielu kompozytorów zdolnych pisać muzykę dla interaktywnego zespołu”.
Have a Little Faith, album wyprodukowany przez Wayne’a Horvitza z 1992 roku, jest czymś w rodzaju albumu dedykowanego. Frisell składa na nim hołd kilku amerykańskim kompozytorom, którzy wywarli na niego wpływ: Aaron Copland, Muddy Waters, Bob Dylan, John Hiatt, Sonny Rollins, Stephen Collins Foster, Charles Ives, Victor Young oraz John Philip Sousa. Jest tu także utwór Madonny, z relacji muzyka miał do niego sentyment: kiedyś, będąc za granicą siedział samotnie w barze, gdzie grano tylko obcą, miejscową muzykę. W pewnej chwili w radio rozbrzmiała piosenka „Live to Tell” Madonny i to ona przypomniała Billowi Amerykę. Zespół Frisella został na tej płycie wzmocniony klarnetem Dona Byrona i akordeonem Guya Klusevseka.
This Land, piąty album Frisella w całości składa się z oryginalnych utworów wykonanych przez zespół z sekcją dętą: Don Byron (klarnety), Billy Drewes (saksofon altowy) i Curtis Fowlkes (puzon). Album ten, którego producentem jest Lee Townsend, wyraźnie pokazuje związek między własną twórczością Frisella a dorobkiem kompozytorów, do których nawiązuje na poprzednim albumie. Łączy on talent kompozytorski i aranżerski Billa z uduchowionymi, pełnymi szczerego entuzjazmu improwizacjami zespołu.
W 1994 roku Frisell nagrał parę płyt z muzyką do trzech niemych filmów Bustera Keatona The High Sign/One Week oraz Go West. Zespół składający się z Frisella, Kermita Driscolla i Joeya barona zagrał tę muzykę na żywo do wyświetlanych na ekranie filmów na wyprzedanych koncertach w St. Ann’s na Brooklynie w maju 1993 (dwa miesiące później Frisell zagrał w tym samym składzie na Warsaw Summer Jazz Days). Skojarzenie Frisella z Keatonem ujawniło naturalny związek tych dwu artystów. Ich twórczości trudno odmówić silnej inklinacji do niespodziewanych przygód, które tylko wzmacniają ciepło i ludzki pierwiastek elementów muzycznego i filmowego. Spektakle w St. Ann dowodzą, że zjawisko synergii czasami ma miejsce: całość przekracza sumę części.
Billboard tak oto skomentował Go West: „ten zestaw kompozycji do klasycznego filmu Bustera Keatona jest jednym z najdoskonalszych, najbardziej obrazowych albumów Billa Frisella. Pokazując swe najwyższe umiejętności zarówno jako gitarzysta jak i kompozytor Bill wydobywa amerykańską melancholię z mających zupełnie inną jakość, spokojnych, różnorodnych tematów. Ubarwiając sceny gitarami akustyczną i elektryczną, Frisell tworzy niezwykle kinematograficzne motywy, a jego sekcja rytmiczna – basista Kermit Driscoll i perkusista Joey Baron – dostarczają wystarczająco bogatej narracji”.
Sukces, jaki odniosła muzyka do filmów Keatona, nakłonił Frisella do innych projektów związanych z filmem. Napisał muzykę do animowanego filmu telewizyjnego autorstwa Gary’ego Larsona Tales From the Far Side oraz włoskiego filmu Danila Luchettiego La Scuola. Część muzyki Frisell nagrał ze swym nowym kwartetem w składzie: Ron Miles (trąbka), Eyvind Kang (skrzypce) oraz Curtis Fowlkes (tuba). Ta nowa formacja była dla Frisella prawdziwym wyzwaniem, ponieważ przez prawie 10 lat grał z sekcją rytmiczną (Driscoll, Baron) mającą z nim kontakt prawie telepatyczny. Frisell powiedział w wywiadzie dla Down Beatu: „To bardzo odmienne od tradycyjnego grania gitara-bas-bębny, nawet mimo tego, że Joey Baron i Kermit Driscoll i ja nigdy nie graliśmy jak typowe jazzowe trio. Kwartet, ze skrzypcami i dęciakami, może grać muzykę o dźwiękach orkiestrowych. To niesamowite! Dało mi to szansę pisania i aranżowania muzyki o jeszcze większym formacie. Naturalnie, mam dużo mniej swobody w tym, co chciałbym zagrać, ponieważ dużo więcej trzeba „wynegocjować” z czterema ludźmi niż z trzema. Ale także stawiło mnie przed pewnymi muzycznymi wyzwaniami, takimi jak utrzymanie tempa. Chodzi o pewność, że podczas grania melodia ani nie zwalnia, ani nie przyspiesza. Z tego powodu mam właśnie tych muzyków: wszyscy oni mają świetne poczucie rytmu."
Album nowego zespołu, Quartet, zyskał uznanie krytyków. The New York Times zadeklarował: Quartet może być jego [Frisella] arcydziełem.” Nowa formuła grupy zyskała pochwałę Billboardu: „Quartet” ta płyta wydobywa najwięcej z różnorodności uczuć. Gitara Frisella jest jednym z najciekawszych głosów we współczesnym jazzie."
W środku tournée kwartetu – w kwietniu 1997 – wytwórnia Nonesuch Records wydała album Nashville. Został on nagrany w Nashville z udziałem bluegrassowych muzyków zespołu śpiewaczki Allison Krauss Union Station: grającego na mandolinie Adama Staffeya i banjo – Rona Blocka; prócz nich występują jej brat, basista Lyle'a Lovetta Victor Krauss, grający na gitarze dobro Jerry Douglas, wokalistka Robin Holcomb i grający na harmonijce Pat Bergeson. Płyta ta spotkała się z bardzo dobrym przyjęciem krytyki, co znalazło odzwierciedlenie z postaci nagrody „Album Roku” magazynu Down Beat, a sam Bill został okrzyknięty gitarzystą roku. Równocześnie podczas pierwszej edycji Jazz Awards w Nowym Jorku, Jazz Journalists Association oraz Knitting Factory uhonorowało Frisella nagrodą krytyków i branży muzycznej w kategorii „najlepszy gitarzysta”.
Po tych prestiżowych wyróżnieniach, 18 stycznia 1998 ukazała się płyta Gone, Just Like a Train. Na tej niezwykle melodyjnej i rytmicznej kolekcji oryginalnych utworów Frisellowi towarzyszą Viktor Krauss i Jim Keltner, perkusista Boba Dylana, Ry Coodera, T Bone Burnetta, George’a Harrisona, Johna Lennona i Traveling Wilburys. Okładkę tej płyty stworzył rysownik i przyjaciel Billa Jim Woodring.
W 1998 roku Bill Frisell koncertował zarówno ze swoimi starymi przyjaciółmi, jak i zupełnie nowymi muzykami: (Scottem Amendolą, Robem Burgerem, Gregiem Cohenem oraz Keithem Lowe’em), włączając grającego na bandżo i gitarze Danny’ego Barnesa, z którym Bill wystąpił na kilku koncertach we wrześniu. Bill Frisell pracował też nad trzema projektami dla mediów: „American Hollow” (program stacji telewizyjnej HBO), „The DNA Files” (edukacyjna audycja radiowa o ludzkich genach), trzeci projekt to „remake” strasznego (w swoim czasie) filmu dzieła jednego ze współczesnych reżyserów. Od jesieni tego roku, za sprawą wytwórni Nonesuch dostępny jest kolejny duet Billa, tym razem z pianistą Fredem Hershem zatytułowany Songs We Know
W maju 1999 ukazała się kolejna płyta Billa Frisella zawierająca jego oryginalne kompozycje to „Good Dog, Happy Man” (18 maja 1999). W nagraniu ich towarzyszyła mu sekcja rytmiczna z poprzedniego albumu (Victor Krauss na gitarze basowej i Jim Keltner na perkusji) oraz Wayne Horvitz na organach (Hammonda B3 i pianinie elektrycznym Wurlitzera), Greg Leisz (znany z nagrań z Joni Mitchell i Jimmie Dale Gilmore – dobro, mandolina) i specjalny gość – Ry Cooder (gitara w jednym utworze). Frisell rozwija tu stylistykę poprzednich dwóch albumów, tworzy własny rodzaj muzyki wymykający się szufladkowaniu.
W 1998 roku Bill Frisell na nowo zaaranżował i nagrał jazzowe wersje 12 piosenek, które Elvis Costello i Burt Bacharach wydali na albumie Painted From Memory (wytwórnia Mercury). Po długim oczekiwaniu, pod koniec września 1999 album ten ukazał się pod tytułem Sweetest Punch. Do nagrania Bill zaangażował sekcję dętą, w jej skład weszli znani z wcześniejszych płyt Curtis Fowlkes (puzon), Ron Miles (trąbka), Billy Drewes (saksofon), Don Byron (klarnet) oraz sekcja rytmiczna: Victor Krauss (gitara basowa) i Brian Blade (perkusja). Elvis Costello zaśpiewał w dwóch utworach, podobnie jak specjalny gość Cassandra Wilson. Płyta nie ukazała się aż do września, ponieważ wytwórnia nie chciała „zalać” rynku albumami Frisella.
W 1999 zapowiedziano płytę, która się nie ukazała. Miała to być kompilacja utworów dla dzieci When You Wish Upon a Star nagraną w trzecim kwartale 1998 z perkusistą Abe’em Laborielem Juniorem i basistą Artiem Moore’em.
Kilka miesięcy po nagranej w dużym składzie płycie Sweetest Punch, w marcu 2000, pojawił się album Ghost Town; zawierał 16 kompozycji zaaranżowanych na kilka gitar, z których każdą nagrał Frisell, utwory te to znane już wcześniej („Ghost Town”) oraz standardy („When I Fall in Love”). Jest to osiemnasta płyta Frisella, ale pierwsza nagrana solo.

## Dyskografia
W celu zapoznania się z listą wydanych nagrań muzyka, zobacz hasło dyskografia Billa Frisella.